# 熱血!!シゴトジュク
熱血!!シゴトジュク（ねっけつ- ）は、2007年7月から9月まで静岡エフエム放送（K-MIX）で土曜10:55 - 11:00に放送されていたラジオ番組（ミニ番組）である。

## 概要
- 2007年7月に番組が開始したが、3か月で終了した。放送時間は土曜日10:55～11:00。
- 毎週番組終了後に、放送内容が公式ブログに掲載され、全編がポッドキャスティングで配信される。

## 出演者
高橋正純 - ジュクチョー
この番組を以って、K-MIXでは金曜日以外の全曜日に出演した。
10月開始の後継番組「サンストリート浜北 イベントフラッシュ」も担当。

## 番組内容
- 毎週企業の若手社員を講師として招き、仕事で得たエピソードを中心にトークを繰り広げる。
- 番組の締めくくりでは、紹介された企業からのお知らせ、あるいは求人情報を放送する。